# Stazione di Figline-Cellara
La stazione di Figline-Cellara è una fermata ferroviaria posta a 604 metri s.l.m. sulla linea Cosenza-Catanzaro Lido. Serve i centri abitati di Figline Vegliaturo e di Cellara.

## Movimento
La fermata è servita dai treni delle Ferrovie della Calabria in servizio sulla relazione Cosenza-Marzi.